# Jeong Kwan
Jeong Kwan (koreanisch 정관; geboren 1957 in Südkorea) ist eine südkoreanische buddhistische Nonne, die weltweit mit ihrer Tempel-Kochkunst bekannt wurde.

## Leben
Jeong Kwan wurde in Südkorea geboren und wuchs auf einem Bauernhof auf. Schon in ihrer Kindheit, im Alter von sieben Jahren, begann sie, Nudeln von Hand herzustellen. Der frühe Tod ihrer Mutter führte sie zur buddhistischen Lehre, die fortan ihren Lebensweg bestimmte. Im Alter von 17 Jahren verließ sie den Bauernhof und trat zwei Jahre später einem Orden von Zen-Nonnen bei. Seither lebt und arbeitet sie in der Abgeschiedenheit des Chunjinam-Einsiedlerhauses des Baegyangsa-Tempels, umgeben von den Bergwäldern südlich von Seoul. Ihre kulinarischen Fähigkeiten entwickelte sie im Tempel, wo sie eine tiefe Verbindung zur buddhistischen Spiritualität und zur Kochkunst fand.

## Wirken
Jeong Kwan hat keine formale kulinarische Ausbildung, dennoch wird sie weltweit für ihre Kochkunst geschätzt, die sich in der traditionellen koreanischen Tempelküche manifestiert. Diese Küche zeichnet sich durch eine einfache, vegetarische und saisonabhängige Zubereitung aus, die ohne Fleisch, Fisch, Milchprodukte sowie Knoblauch und Zwiebeln auskommt. Kwan setzt auf eine intime Verbindung mit ihren Zutaten, die sie überwiegend selbst anbaut und die sie durch Prozesse wie die Fermentierung veredelt. Ihr Kochstil weckte das Interesse von Spitzenköchen wie Eric Ripert und René Redzepi und wurde durch die Netflix-Serie Chef’s Table einem breiten Publikum bekannt. Sie betreibt kein eigenes Restaurant und vermeidet kommerzielle Auszeichnungen, was ihren Idealen des Zen-Buddhismus von Bescheidenheit und Selbstgenügsamkeit entspricht. Der Schweizer Echtzeit Verlag veröffentlichte ein Kochbuch, das ihre Rezepte und die Lebensweise im Kloster dokumentiert.